# Tuwa
Tuwa, Republika Tuwy (ros. Тува lub Тыва, tuwiński Тыва; historyczne nazwy: Tannu-Tuwa, Урянхайский край – Kraj Urianchajski) – republika autonomiczna w azjatyckiej części Federacji Rosyjskiej. Graniczy z Mongolią oraz rosyjskimi jednostkami administracyjnymi: Republiką Ałtaju, Chakasją, Krajem Krasnojarskim, obwodem irkuckim i Buriacją.

## Geografia

Tuwa, mapa fizycznogeograficzna

Obejmuje pagórkowate i górzyste tereny wyżyn Sangilen i Wschodniotuwińskiej, a także Kotlinę Tuwińską, otoczoną wysokimi łańcuchami Sajanu Zachodniego, Ałtaju, Tannu-Oła i Akademika Obruczewa. Klimat umiarkowanie chłodny, wybitnie kontynentalny. Przez republikę przepływa rzeka Jenisej i jeden z jej dopływów – Chiemczik. W kotlinach roślinność stepowa, w górach iglaste lasy tajgi oraz tundra wysokogórska.
Główne ośrodki miejskie: Kyzył, Czadan, Ak-Dowurak.

## Strefa czasowa
Tuwa należy do krasnojarskiej strefy czasowej (KRAT). UTC +7:00 przez cały rok. Wcześniej, przed 27 marca 2011 roku, obowiązywał czas standardowy (zimowy) strefy UTC+7:00, a czas letni – UTC+8:00.

## Historia
W II–I w. p.n.e. terytorium obecnej Tuwy znajdowało się we władaniu wschodnioazjatyckich Xiongnu. W VI wieku obszar został zajęty przez ludy tureckie, później przez Ujgurów (VIII wiek), Kirgizów (IX wiek), Czyngis-chana (1207). Od XIII wieku Tannu Tuwa wchodziła w skład Chin rządzonych przez mongolską dynastię Yuan. Mongolscy chanowie rządzili krajem od końca XVI wieku aż do 1757, kiedy Tuwa weszła w skład cesarstwa chińskiego jako prowincja Tannu-Urianchaj. W XVII wieku na obszarach Tuwy upowszechnił się lamaizm.
W 1911 Mongolia Zewnętrzna, której częścią była Tuwa, ogłosiła niepodległość. Akt ten nie został uznany przez jakiekolwiek państwo, jednak władze mongolskie objęły praktyczną kontrolę nad krajem i usunęły administrację i wojsko chińskie. Jednocześnie zaznaczyły się wśród miejscowych książąt silne tendencje niepodległościowe aktywnie wspierane przez Rosję. W styczniu 1912 książęta Tuwy wybrali głowę swojego państwa i ogłosili niepodległość (nieuznaną przez inne państwa), a wkrótce potem do kraju wkroczyły na prośbę książąt wojska rosyjskie współdziałające z licznymi na tym obszarze osadnikami rosyjskimi, co doprowadziło do ostatecznego oddzielenia Tuwy od Mongolii, choć formalnie aż do 1914 była ona częścią Chin. 17 kwietnia 1914 na częściowo wymuszoną prośbę władz Tuwy Rosja ogłosiła jej wcielenie (pod nazwą Kraj Urianchajski) do swojego imperium. Tuwa weszła w skład guberni jenisejskiej ze stolicą w Krasnojarsku. Fakt ten w następnym roku uznały Chiny. Od rewolucji październikowej w 1917 do 1921 na terytorium kraju ścierały się oddziały „białych”, „czerwonych”, wojsk chińskich i mongolskich, władza zmieniała się wielokrotnie, ostatecznie w 1921 zwyciężyli bolszewicy. Krótko po utworzeniu Rosji Sowieckiej, 14 sierpnia 1921, ogłoszono utworzenie państwa Tannu Tuwa ze stolicą w miejscowości Biełocarsk ros. Белоцарск przemianowanej na Kyzył (w językach tureckich „czerwony”, ros. transliteracja Кызыл) w 1926. Państwo to formalnie było niepodległe w sprawach wewnętrznych, natomiast politykę zewnętrzną przekazywało na rzecz sowieckiej Rosji. W 1926 nastąpiła zmiana nazwy państwa na Ludową Republikę Tannu Tuwa oraz podpisanie traktatu dobrosąsiedzkiego z Mongolią.
Premier Donduk Kuular, który usiłował ograniczyć wpływ Rosji i rosyjskiej propagandy na sprawy wewnętrzne kraju (ogłosił lamaizm religią państwową), został aresztowany w 1929 i zginął wkrótce w więzieniu. W de facto całkowicie zależnym od ZSRR państwie, którego ludność w większości wyznawała lamaizm lub szamanizm oraz uprawiała koczowniczy tryb życia, polityka Stalina realizowana przy pomocy nadzwyczajnego komisarza (był nim Sałczak Toka, który potem od 1932 jako sekretarz generalny miejscowej partii pozostawał u władzy aż do śmierci w 1973) w krótkim czasie doprowadziła do destrukcji miejscowych tradycji. Skolektywizowano ubogie rolnictwo i dominującą w gospodarce hodowlę, zamknięto i zniszczono klasztory lamajskie (w 1929 było 25 klasztorów i około 2200 mnichów, w 1931 już tylko jeden klasztor, w którym było 15 mnichów). Rozprawa z lamaizmem zaczęła się w styczniu 1929 (konfiskata majątków klasztornych), jesienią tego roku rozpoczęły się pierwsze procesy i wyroki śmierci, jednocześnie zabroniono wykonywania praktyk religijnych prawie wszystkim lamom, w październiku 1930 zostali (podobnie jak szamani) pozbawieni praw wyborczych. W 1930 wydano dekret o konfiskacie przedmiotów kultu należących do ludności cywilnej. W kolejnych latach trwały masowe procesy i egzekucje byłych lamów. Likwidowano również szamanizm, choć w wolniejszym tempie i rzadziej wykonywano wyroki śmierci wobec szamanów.
25 czerwca 1941 Tuwa formalnie wypowiedziała wojnę hitlerowskim Niemcom po ich ataku na ZSRR. 11 października 1944 ZSRR dokonał aneksji kraju, ustanawiając na jego terytorium Tuwiński Obwód Autonomiczny (z własnym lokalnym parlamentem – churałem), a od 10 października 1961 – Tuwińską Autonomiczną Socjalistyczną Republiką Radziecką. Po rozpadzie ZSRR w 1991, doszło do wystąpień skierowanych przeciwko ludności pochodzenia rosyjskiego. W 1992 Tuwa podpisała nowy układ stowarzyszeniowy z Federacją Rosyjską.

## Demografia
Tuwińcy
     Todżyńczycy
     Rosjanie

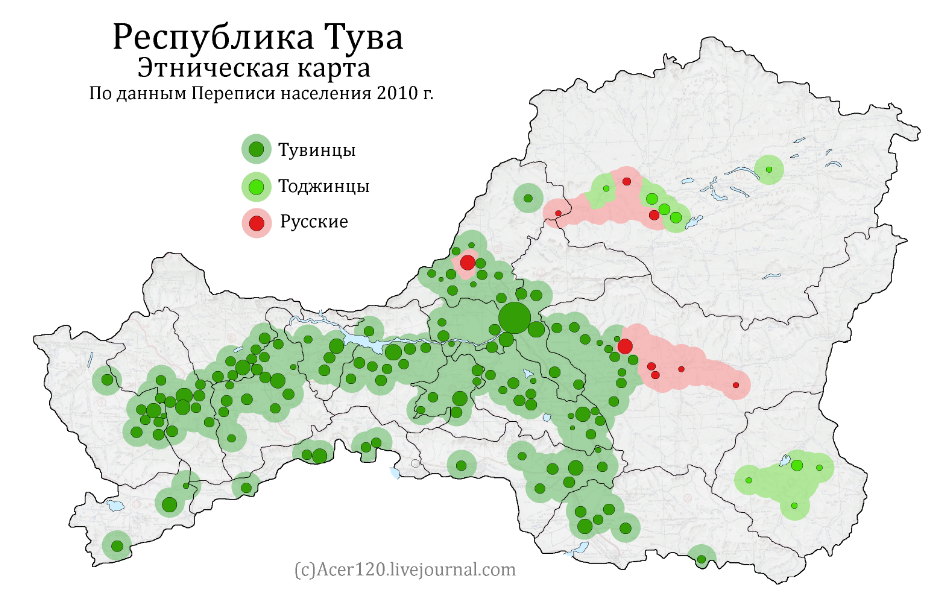
Tuwa, mapa etnograficzna (2010)
Tuwińcy
Todżyńczycy
Rosjanie

Republikę zamieszkują głównie Tuwińcy (w 2010 roku 82,0%) i Rosjanie (w 2010 roku 16,3%). Następuje szybki wzrost procentowego udziału Tuwińców (w 1989 roku – 64,3%, w 2002 roku – 77,0%, w 2010 roku – 82,0%) oraz szybkie zmniejszanie się udziału procentowego Rosjan (w 1989 roku 32,0%, w 2002 roku – 20,1%, w 2010 roku – 16,3%). Jest to jedna z kilku republik autonomicznych Rosji o przewadze rdzennej ludności nad ludnością rosyjską i rosyjskojęzyczną. Poza Kyzyłem język tuwiński jest w powszechnym użyciu, a ludność słabo włada językiem rosyjskim.

## Gospodarka
Region rolniczo-hodowlany. Uprawa pszenicy, owsa, roślin strączkowych i warzyw. Chów i hodowla owiec, kóz i zwierząt futerkowych. Ważną rolę odgrywa też myślistwo. Eksploatacja złóż węgla kamiennego, soli kamiennej, azbestu i kobaltu. Przemysł materiałów budowlanych, skórzany, drzewny i spożywczy.
Tradycyjnym sposobem życia Tuwińców jest koczownicza hodowla koni, wielbłądów i bydła domowego, co jest charakterystyczne dla tej części Azji, ale również reniferów, co jest niespotykane tak daleko na południu. Wielbłądy hodowane są tu głównie dla wyjątkowo długiej i gęstej sierści, używanej do wyrobu lekkich i ciepłych tkanin. Wciąż – szczególnie w południowej i wschodniej części kraju – funkcjonują kołchozy i sowchozy zajmujące się koczowniczym sposobem hodowli, a poszczególne brygady rozbijają jurty na letnich pastwiskach.

## Kultura
W tuwińskiej muzyce ludowej występują gardłowe śpiewy zwane chöömej. Światową popularność zdobył zespół Huun-Huur-Tu. Szerzej znany jest także łączący elementy muzyki tuwińskiej z punkiem Yat-Kha.
- Demonstracja Tuwińskiego Śpiewu Gardłowego w wykonaniu grupy Alash
- Demonstracja Tuwińskich Instrumentów w wykonaniu Tuwińskiego zespołu Alash

Do popularyzacji kultury Tuwy w Stanach Zjednoczonych przyczynił się Richard Feynman, wymyślając hasło „Tuva or Bust” (Tuwa albo nic), które dla jego przyjaciela perkusisty Ralpha Leightona stało się pretekstem do napisania książki pod tym samym tytułem. Książka ta przyczyniła się do rozwoju fascynacji tuwińską kulturą i śpiewem.

## Podział administracyjny
Obszar Tuwy podzielony jest na 17 kożuunów (rejonów) i dwa miasta wydzielone.
| rejon                        | nazwa rosyjska           | Liczba mieszkańców(stan na 1.01.2006) | Ośrodek administracyjny |
| ---------------------------- | ------------------------ | ------------------------------------- | ----------------------- |
| Baj-Tajgiński                | Бай-Тайгинский кожуун    | 12.164                                | Teeli                   |
| Barum-Chiemczycki            | Барун-Хемчикский кожуун  | 12.126                                | Kyzył-Mażałyk           |
| Czaa-Cholski                 | Чаа-Хольский кожуун      | 6.376                                 | Czaa-Chol               |
| Czedi-Cholski                | Чеди-Хольский кожуун     | 7.884                                 | Chowu-Aksy              |
| Dzun-Chiemczycki             | Дзун-Хемчикский кожуун   | 20.718                                | Czadan                  |
| Erziński                     | Эрзинский кожуун         | 19.250                                | Szagonar                |
| Kaa-Chiemski                 | Каа-Хемский кожуун       | 12.588                                | Saryg-Siep              |
| Kyzylski                     | Кызылский кожуун         | 22.411                                | Kaa-Chiem               |
| Mongun-Tajgiński             | Монгун-Тайгинский кожуун | 6.123                                 | Mugur-Aksy              |
| Owiurski                     | Овюрский кожуун          | 7.815                                 | Chandagajty             |
| Pij-Chiemski                 | Пий-Хемский кожуун       | 11.054                                | Turan                   |
| Sut-Cholski                  | Сут-Хольский кожуун      | 8.468                                 | Sug-Aksy                |
| Tandiński                    | Тандинский кожуун        | 13.437                                | Baj-Chaak               |
| Tierie-Cholski               | Тере-Хольский кожуун     | 1.832                                 | Kungurtug               |
| Ties-Chiemski                | Тес-Хемский кожуун       | 9.074                                 | Samagałtaj              |
| Todżyński                    | Тоджинский кожуун        | 6.044                                 | Toora-Chiem             |
| Uług-Chiemski                | Улуг-Хемский кожуун      | 19.250                                | Szagonar                |
| miasto wydzielone Kyzył      | Кызыл                    | 109.129                               | –                       |
| miasto wydzielone Ak-Dowurak | Ак-Довурак               | 13.584                                | –                       |

## Tablice rejestracyjne
Tablice pojazdów zarejestrowanych w Tuwie mają oznaczenie 17 w prawym górnym rogu nad flagą Rosji i literami RUS.